# Лејк енд Пенинсула (Аљаска)
Лејк енд Пенинсула (енгл. Lake and Peninsula) град је у америчкој савезној држави Аљаска.

## Демографија
По попису из 2010. године број становника је 1.631, што је 192 (-10,5%) становника мање него 2000. године.
| Група             | 2000.       | 2010.       |
| Белци             | 342 (18,8%) | 362 (22,2%) |
| Афроамериканци    | 1 (0,1%)    | 9 (0,6%)    |
| Азијати           | 4 (0,2%)    | 6 (0,4%)    |
| Хиспаноамериканци | 21 (1,2%)   | 43 (2,6%)   |
| Укупно            | 1.823       | 1.631       |